# Galeopsis fayalensis
Galeopsis fayalensis is een mosdiertjessoort uit de familie van de Celleporidae. De wetenschappelijke naam van de soort is voor het eerst geldig gepubliceerd in 1888 door Waters.